# 复旦大学太平洋金融学院
復旦大學太平洋金融學院，為2004年至2011年期间曾经存在的一所独立學院，位於上海市南汇区惠南鎮豐海路拱北路南匯科教園區。
學院2004年批准成立，由復旦大學和太平洋保險（集團）股份有限公司聯合開辦，院長為張輝明先生，學院又設有「國際交流中心」。
整個校園占地面積約1234畝，總建築面積33萬平方米。建有教學樓群、圖書館、宿舍樓群、大小食堂、室內外體育場、游泳館、圖書館等等。可以說教學、生活、活動一應俱全，設備、設施都是完善的。校園內有人工湖、公園，可以說環境優美。

## 歷史
2004年4月，太平洋保險集團、大連實德集團、臺灣潤泰集團、上海德錦投資、香港香江國際集團和嘉惠羅馬集團，共同投資設立這學院，合共投資20億元，注冊資金則用了2億元。
但新華網認為這項投資屬違法，集團涉嫌違反《保險法》規定。因而，各方仍在處理學院的合法性及前景。
2008年4月28日，教育部以「辦學條件不達標」為理由取消了復旦大學太平洋金融學院在2008年起普通高等學歷教育招生資格。
2011年，教育部正式批准撤销复旦大学太平洋金融学院，并入复旦大学。

## 后续
2022年，为配合新冠疫情防控工作，上海市利用原复旦大学太平洋金融学院校址建设上海南汇方舱（正式名称太平洋金融学院临时转运隔离点），于2022年3月初开工，4月2日投入使用，同年6月1日关闭。